# Vaine pâture

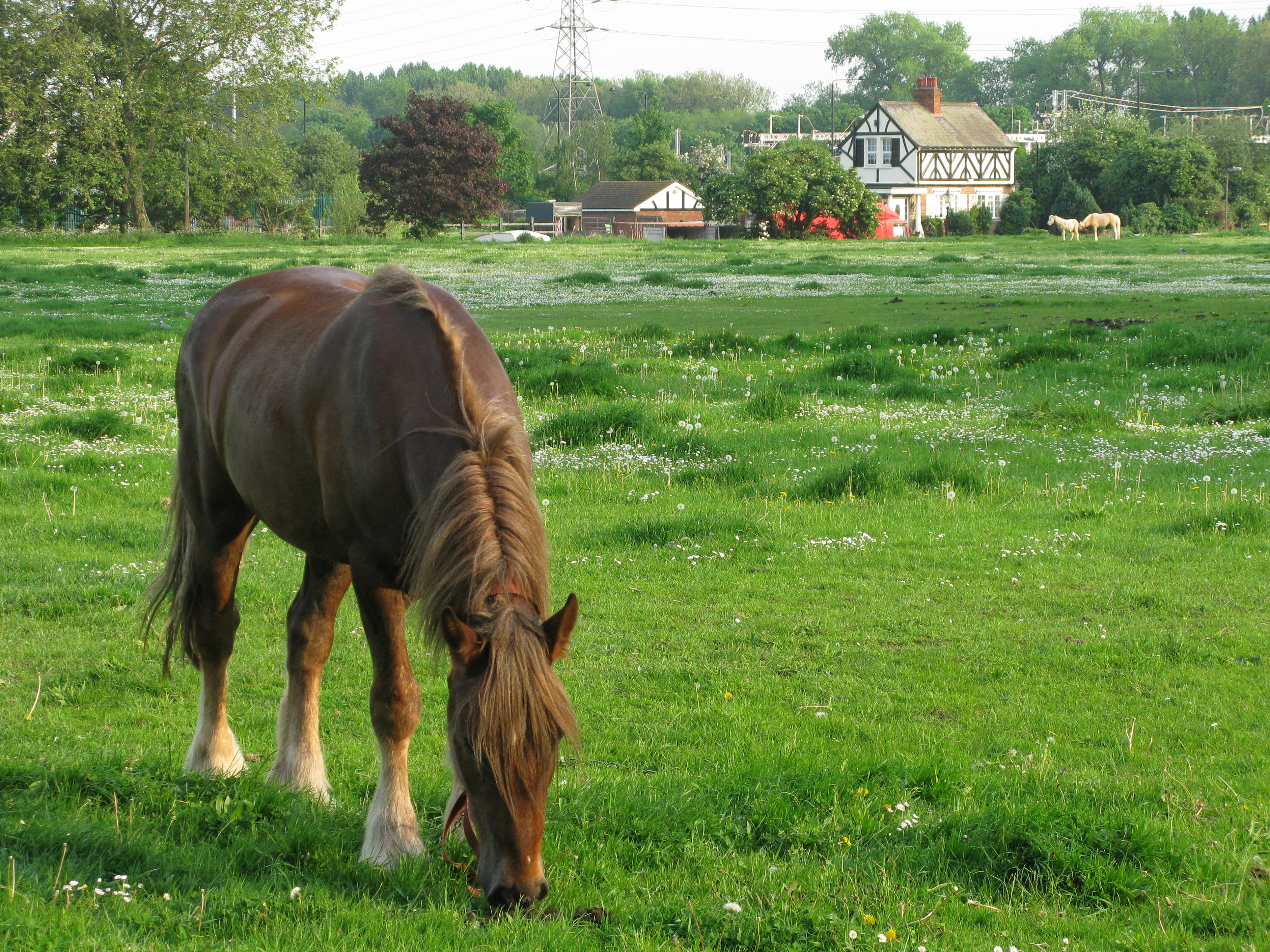
Vaine pâture à.

Au Moyen Âge et sous l'Ancien Régime la vaine pâture est un droit d'usage qui permet de faire paître, gratuitement le plus souvent, son bétail en dehors de ses terres, dans les bords des chemins, les friches, les « terres vaines et vagues », les terres nues de leurs cultures, les bois de haute futaie, les taillis de plus de 4 ou 5 ans et, aussi sur l'ensemble des terres, après la récolte. Le parcours est également un droit de vaine pâture que s'accordent réciproquement deux paroisses voisines.

## Histoire
À l'époque féodale, le propriétaire d'un terrain en perd l'usage après la moisson (ou la première coupe pour une prairie). Les chaumes, le regain appartiennent à la communauté et peuvent être utilisés librement par quiconque. Il en est de même pour les terres sur la sole en jachère qui voient le libre pâturage du troupeau villageois.
Cette pratique a permis pendant longtemps aux plus pauvres de la communauté d'entretenir du bétail (une ou deux têtes maximum) même sans posséder de terre. Au XIIIe siècle dans certaines régions comme le Bassin parisien, la pression démographique contraint à adopter l'assolement réglé et la vaine pâture du troupeau villageois, sous la conduite d'un berger communal, et à remplacer les haies du bocage par des bornes. D'où la naissance de l'openfield, favorisée par le groupement de l'habitat et surtout la richesse des sols du bassin, propices à la céréaliculture.
Empêchant la clôture permanente des terres, ce droit est contesté au XVIIIe siècle, par les propriétaires qui veulent utiliser leurs terres en permanence grâce aux nouvelles façons de cultiver (notamment les cultures dérobées). À partir de l'édit royal de 1761, en Béarn, Bourgogne, Champagne et Lorraine, on permet de clore les terres et les prés - ce qui n'est pas sans entraîner de nombreux bris de clôtures et autres procès. De nombreux cahiers de doléances de 1789 demandent le maintien ou le rétablissement de la vaine pâture.
Il y a lieu de distinguer la vaine pâture, qui s'exerce sur des fonds privés, de la vive pâture, qui s'exerce sur les communaux (les padivants ou padouencs en langue d'oc). On doit également distinguer la vaine pâture forestière, notamment en Lorraine, qui n'était pas toujours gratuite ; dans certaines seigneuries, comme à Clézentaine au XVIIIe siècle, « chaque porc paiχonnal devait 6 deniers au  duc de Lorraine». (le peisson en ancien français et paiχon en lorrain-roman sont synonymes de pâture).

## Autre dénomination
En région Est, notamment, la pratique a laissé son empreinte dans les lieux-dits sous la forme d'Emban(n)ie : embanie, s. f., ban pour la clôture des murailles ou des prés ; réserve de terres sujettes à la vaine pâture, sur lesquelles on la défend pour un certain temps. Frédéric Godefroy, (lire sur Wikisource), « de é à endover ».
Après la pâture, le troupeau était souvent conduit à un endroit où les animaux pouvaient se reposer et ruminer tranquillement. Dans l'Est de la France, ce lieu est nommé le pranzieux, du verbe régional pranzier, faire la méridienne, faire la sieste, que l'on connaissait en ancien français sous la forme prangeler.

## Législation actuelle en France
Considérée comme un frein à l'entreprise individuelle et au progrès agricole, la vaine pâture fait l'objet d'une réglementation de plus en plus restrictive au XIXe siècle.
La loi du 22 juin 1890 supprime le droit de vaine pâture en France, sauf si le maintien d'un droit « fondé sur une ancienne loi ou coutume, sur un usage immémorial ou sur un titre » est demandé par le conseil municipal ou les instances départementales.
Les articles L. 651-1 à 10 du code rural réglementent actuellement la vaine pâture, pour les communes ayant souhaité la conserver en 1890. Ces articles indiquent notamment la liberté d'enclore ses propriétés et donc de s'y soustraire.
En Franche-Comté, et notamment dans le Haut-Doubs, l'usage a perduré jusque dans la seconde moitié du vingtième siècle et a progressivement disparu dans les années 1960.